# Calamosternus boreosinicus
Calamosternus boreosinicus är en skalbaggsart som beskrevs av Cervenka 1994. Calamosternus boreosinicus ingår i släktet Calamosternus och familjen Aphodiidae. Inga underarter finns listade.